# Philippe-André Grandidier
Philippe-André Grandidier (29 de noviembre de 1752-11 de octubre de 1787) fue un historiador eclesiástico, religioso  y erudito  de Francia.
La tregua de Dios fue jurada en 1051 como ley fundamental por Alsacia. La acta que establece penas severas contra cualquier transgresión es citada por Grandidier. (cita sacada de la obra de Jean de Muller <<Histoire de la Confederation Suisse>>, París, 1837)

## Biografía
Grandidier nació en 9 de noviembre de 1752 en la ciudad de Estrasburgo, erudito canónigo de esta urbe, y murió en la abadía de Lucelle en 11 de octubre de 1787, de padres que laboraban en empleos honoríficos, y desde muy joven dio evidencias del apego que sentía por el estudio, y apenas había cumplido 10 años creó para su uso un tratado de mitología y un compendio de historia romana, que lograron los sufragios de sus maestros y le sirvieron para obtener los más sinceros elogios, los que le alentaron para acometer trabajos de mayor importancia.

Grandidier a los 13 años había finalizado ya el curso de sus estudios clásicos, y el  cardenal de Rohan, Louis-René-Édouard de Rohan, que se había declarado su benefactor, le dio la tonsura, y mientras aguardaba formalizar la edad conveniente para coger las órdenes sagradas, el joven clérigo se entregó en coordinar y descifrar los títulos del obispado de Estrasburgo, del cual había sido nominado archivero.
Grandidier, a los 24 años, editó los dos primeros tomos de su historia eclesiástica de Alsacia, obra que consiguió una remembranza honorífica del papa Pío VI, e incitó contra él la mayor parte de sus cofrades, que no le pudieron dispensar el haber demostrado los infundios de muchas leyendas, y la conjetura de diferentes bulas, sobre las cuales reposaba una parte de sus derechos, y lo atacaron por medio de escritos que inspiraban el sumo despecho y escudriñaron sobre todo el modo de desparcir algunas incertidumbres sobre sus opiniones religiosas.
Grandidier cayó enfermo de abatimiento y tomó la resolución de desistir para siempre esta clase de historia; pero al cabo de poco tiempo, sintiéndose restablecido y no pudiendo rechazar la inclinación que le arrastraba, no tardó otra vez en abordar los estudios que habían constituido el encanto de su mocedad y se afanó  a ellos con un  ardor que parecía haber atrapado mayores creces con los percances que había soportado.
Grandidier debido a un trabajo exagerado y dilatado arruinó muy en breve su salud, y falleció de una enfermedad inflamatoria en la abadía de Lucelle en 11 de octubre de 1787, a los 34 años de edad, y había recibido en recompensa de sus útiles trabajos cuantiosos beneficios y el título de historiógrafo de Francia, y era individuo de 21 academias, literarias o de física, de Francia o Alemania, dejando escritas como principales obras una historia del obispado de Estrasburgo y ensayos históricos de su catedral, vistas pintorescas de Alsacia grabadas por Walter, historia eclesiástica, civil, militar y literaria de la provincia de Alsacia, la vida de un poeta alemán del siglo IX, disertaciones,  proporcionó muchas notas al abate Jean-François Godescard (1728-1800) sabio eclesiástico, prior y canónigo de San Luis del Louvre y de San Honorio de París, para su nueva edición de <<Vidas de los Santos>>, y uno de los  más meticulosos colaboradores de la <<Germania sacra>>.
Por último, mencionar que Grandidier dejó manuscritas varias memorias sobre el origen y progreso de la lepra, un brevario para la diócesis, un necrologio de los hombres ilustres de Alsacia, etc. y Pierre-Philippe Grappin (1738-1833), benedictino y canónigo de Besanzón, filósofo, teólogo e historiador escribió el elogio histórico de Grandidier, <<Eloge historiqque de M. l'abbe  Grandidier>>, Estrasburgo, 1788, in-8º, de 28 páginas.

## Obras
- Grandidieriana: le monastere de Steige et le chapitre de Saverne, Estrasburgo, Picard, 1903.
- Grandidiriana. Jesuites d'Alsace, Picard, 1903.
- Grandidiriana. Dominicains et dominicaines d'Alsace, Picard, 1903.
- Nouvelles oeuvres inedites, Colmar, H. Huffel, 1897-1900, 5 v.
- Annales Murbacenses, Picard, 1900.
- Panegyrique de S. Arbogast:..., Picard, 1900.
- Richard Coeur de Lion a Trifels:.., Picard, 1900.
- Alsatia sacra:.., Huffel, 1899.
- Deux benedictins alsaciens:..., Picard, 1895.
- Essais historiques sur l'eglise cathedrale de Strasbourg, París, 1868.
- Correspondance de l'abbe Grandidier, Colmar: Camille Decker, 1865.
- Euvres historiques inedites, Colmar, 1865-67, 6 v.
- Anecdotes relatives a une ancienne confrairie de buveurs,..., Nancy, 1864.
- Notice historique sur l'etat ancien de la ville de Sultz,..., Levrault, 1817.
- Histoire ecclesiastique, militaire, civile et litterarie de la province d'Alsace, Estrasburgo, 1787.
- Vues pittoresques de l'Alsace, Estrasburgo, 1785.
- Essais historiques et topographiques sur l'eglise cathedrale de Strasbourg, Estrasburgo, 1782.
- Memorie sur l'etat ancien de la ville de Strasbourg sous le gouvernement de ses eveques-comtes,...., Levrault, 1778.
- Histoire de l'eglise et des eveques-princes de Strasbourg, Estrasburgo, 1776-78, 2 v.
- Le Confrerie des menetriers del'Alsace
- Memories pour servir a l'histoire des poetes du 13º siecle, connus sous le nom de Minnesingern
- Otras